# Equitazione ai XVII Giochi paralimpici estivi
Le gare di equitazione ai XVII Giochi paralimpici si sono svolte dal 2 al 7 settembre 2024 presso il parco della Reggia di Versailles, a Parigi.

## Classificazione
La classificazione degli atleti in base alle loro disabilità è stata suddivisa in 5 gradi, secondo il seguente schema:
- grado I, riservata ad atleti che presentano gravi disabilità a tutti e quattro gli arti e al tronco;
- grado II, per atleti con grave compromissione del busto ma minima nelle braccia – oppure una moderata disabilità di busto, braccia e gambe;
- grado III, in cui gareggiano atleti con grave disabilità a entrambe le gambe e minima o nessuna compromissione del busto – oppure moderata compromissione di braccia, gambe e tronco;
- grado IV, per gli atleti con grave disabilità (o carenza) di entrambe le braccia, atleti con una moderata disabilità a tutti gli arti o, infine, atleti di bassa statura;
- grado V, comprendente varie disabilità tra cui quella visiva (parziale o totale), con range di movimento ridotto o con forza fisica moderata, con compromissione di un arto oppure con una lieve disabilità a entrambi gli arti[1].

## Formato
A differenza dei Giochi Olimpici si è disputata una sola disciplina, sarà il dressage. Si sono tenute tre prove miste: individuale e stile libero individuale (ciascuna delle quali divisa in base ai cinque gradi di disabilità) e una prova a squadre aperta a tutti i gradi (Open). Le gare di stile libero sono aperte ai migliori otto di ciascuna classe nelle prove individuali.

## Calendario
| Equitazione ai XVII Giochi paralimpici estivi | Equitazione ai XVII Giochi paralimpici estivi | Equitazione ai XVII Giochi paralimpici estivi | Equitazione ai XVII Giochi paralimpici estivi | Equitazione ai XVII Giochi paralimpici estivi | Equitazione ai XVII Giochi paralimpici estivi | Equitazione ai XVII Giochi paralimpici estivi |
| Evento                                        | Data                                          | Data                                          | Data                                          | Data                                          | Data                                          | Data                                          |
| Evento                                        | Lun 2                                         | Mar 3                                         | Mer 4                                         | Gio 5                                         | Ven 6                                         | Sab 7                                         |
| --------------------------------------------- | --------------------------------------------- | --------------------------------------------- | --------------------------------------------- | --------------------------------------------- | --------------------------------------------- | --------------------------------------------- |
| Prove individuali                             |                                               | I, II, III                                    | IV, V                                         |                                               |                                               |                                               |
| Stile libero individuale                      |                                               |                                               |                                               |                                               |                                               | I, II, III, IV, V                             |
| Prova a squadre                               |                                               |                                               |                                               |                                               | open                                          |                                               |

|  | Fase iniziale |  | Finali medaglia d'oro |

## Podi
| Evento                   | Grado     | Oro                                                    | Argento                                                  | Bronzo                                                          |
| ------------------------ | --------- | ------------------------------------------------------ | -------------------------------------------------------- | --------------------------------------------------------------- |
| Prova individuale        | I         | Rihards Snikus                                         | Roxanne Trunnell                                         | Sara Morganti                                                   |
| Prova individuale        | II        | Fiona Howard                                           | Katrine Kristensen                                       | Georgia Wilson                                                  |
| Prova individuale        | III       | Rebecca Hart                                           | Rixt van der Horst                                       | Natasha Baker                                                   |
| Prova individuale        | IV        | Demi Haerkens                                          | Sanne Voets                                              | Anna-Lena Niehues                                               |
| Prova individuale        | V         | Michèle George                                         | Regine Mispelkamp                                        | Sophie Wells                                                    |
| Stile libero individuale | I         | Rihards Snikus                                         | Sara Morganti                                            | Mari Durward-Akhurst                                            |
| Stile libero individuale | II        | Fiona Howard                                           | Georgia Wilson                                           | Heidemarie Dresing                                              |
| Stile libero individuale | III       | Rebecca Hart                                           | Rixt van der Horst                                       | Natasha Baker                                                   |
| Stile libero individuale | IV        | Demi Haerkens                                          | Anna-Lena Niehues                                        | Kate Shoemaker                                                  |
| Stile libero individuale | V         | Michèle George                                         | Regine Mispelkamp                                        | Sophie Wells                                                    |
| A squadre                | A squadre | Stati Uniti Fiona Howard Roxanne Trunnell Rebecca Hart | Paesi Bassi Sanne Voets Demi Haerkens Rixt van der Horst | Germania Anna-Lena Niehues Regine Mispelkamp Heidemarie Dresing |